# Stephen Altschul
Stephen Frank Altschul (född 28 februari 1957) är en amerikansk matematiker som har designat algoritmer vilka använts i stor omfattning inom bioinformatiken (the Karlin-Altschul algorithm). Altschul är mest känd för att vara medförfattare till BLAST-algoritmen, som används för att sekvensanalysera primära protein- och DNA-sekvenser. Han gick ut från Harvard University som summa cum laude i matematik, i vilket ämne han också valdes in i Phi Beta Kappa Society vid samma universitet. Han har även en fil.dr. inom matematik vid Massachusetts Institute of Technology.